# سفارة المجر في النرويج
سفارة المجر في النرويج هي أرفع تمثيل دبلوماسي لدولة المجر لدى النرويج. تقع السفارة في أوسلو وهي تهدف لتعزيز المصالح المجرية في النرويج.

## وصلات خارجية
- الموقع الرسمي
- قائمة سفارات المجر
- قائمة السفارات في النرويج